# Girolamo Grillo
Girolamo Grillo (Parghelia, 18 agosto 1930 – Odorheiu Secuiesc, 22 agosto 2016) è stato un vescovo cattolico e sociologo italiano. Fu uno dei primi sociologi italiani, quando ancora la disciplina si stava affermando nel primo dopoguerra.

## Biografia
Fu ordinato presbitero il 25 aprile 1953.
Proseguì gli studi di sociologia presso la Pontificia Università Gregoriana e l'Università Cattolica di Lovanio. La tesi, il cui oggetto fu individuato con i suggerimenti di don Luigi Sturzo e di Ugo Papi, portava il titolo Riforma fondiaria in Sila: leggi economico–sociali e loro verifiche induttive e ottenne il premio "Prospettive meridionali", consegnatogli a Palazzo Barberini dal presidente Giovanni Leone.
Eletto il 7 aprile 1979 alla diocesi di Cassano all'Jonio, il 27 maggio seguente venne consacrato vescovo da papa Giovanni Paolo II (coconsacranti gli arcivescovi Duraisamy Simon Lourdusamy ed Eduardo Martínez Somalo); il 20 dicembre 1983 fu trasferito alle diocesi aeque principaliter unite di Civitavecchia e Tarquinia.
Fu testimone del caso della Madonnina di Civitavecchia, quando nella città laziale, dal 2 febbraio al 15 marzo 1995, una piccola statua raffigurante la Madonna, proveniente da Medjugorje, avrebbe per quattordici volte prodotto lacrime di sangue. Inizialmente scettico riguardo al fenomeno, il vescovo modificò la sua opinione quando, il 15 marzo, l'ultima delle quattordici lacrimazioni sarebbe avvenuta mentre teneva la statuetta fra le mani, raccolto in preghiera insieme ad alcuni testimoni.
Per quanto riguarda il risultato delle analisi scientifiche, dalle quali risultò che il sangue delle lacrime proveniva da una persona di sesso maschile, Grillo non nascose le difficoltà teologiche della questione.
Il 21 dicembre 2006 si è dimesso per raggiunti limiti di età e gli è succeduto il vescovo Carlo Chenis.
Ha assunto il titolo di vescovo emerito della sua diocesi il 24 febbraio 2007. Papa Benedetto XVI l'ha nominato canonico della Basilica di Santa Maria Maggiore in Roma.
Ha preso possesso canonico il 7 dicembre 2007 nei vespri della vigilia della solennità dell'Immacolata Concezione. Muore improvvisamente,  per un malore, durante una visita ad un orfanotrofio romeno, la mattina del 22 agosto 2016.

## Genealogia episcopale
La genealogia episcopale è:
- Cardinale Scipione Rebiba
- Cardinale Giulio Antonio Santori
- Cardinale Girolamo Bernerio, O.P.
- Arcivescovo Galeazzo Sanvitale
- Cardinale Ludovico Ludovisi
- Cardinale Luigi Caetani
- Cardinale Ulderico Carpegna
- Cardinale Paluzzo Paluzzi Altieri degli Albertoni
- Papa Benedetto XIII
- Papa Benedetto XIV
- Papa Clemente XIII
- Cardinale Enrico Benedetto Stuart
- Papa Leone XII
- Cardinale Chiarissimo Falconieri Mellini
- Cardinale Camillo Di Pietro
- Cardinale Mieczysław Halka Ledóchowski
- Cardinale Jan Maurycy Paweł Puzyna de Kosielsko
- Arcivescovo Józef Bilczewski
- Arcivescovo Bolesław Twardowski
- Arcivescovo Eugeniusz Baziak
- Papa Giovanni Paolo II
- Vescovo Girolamo Grillo

## Opere
- Grillo G., LA VERA STORIA di un doloroso dramma d'amore, di Mons. Girolamo Grillo, Editrice SHALOM, 2011
- Grillo G., Il decalogo della gioia: conversazioni da Radio Maria, Genova: Marietti, 2007
- Grillo G., Un'eco che viene dall'anima: il passato ci segue, tutto intero in ogni istante, Marietti 1820, 2005
- Grillo G., Myriam, figlia di Sion, prefazione di Luigi Giussani, Genova: Marietti 1820, 2004
- Grillo G., La nuova evangelizzazione: teologia biblica e pastorale, Bologna: EDB, 2001
- Grillo G., Itinerario di luce: un secolo di dottrina sociale della Chiesa, prefazione di Luigi Giussani, Genova: Marietti 1820, 2001
- Grillo G., Rapporto su Civitavecchia: Luciano Lincetto a colloquio con il vescovo Girolamo Grillo, Vigodarzere: Progetto editoriale mariano, 1998
- Grillo G., Maria nella luce di Cristo: meditazioni mariane, Casale Monferrato: Piemme, 1998
- Grillo G., Manuale di sociologia, Vigodarzere: Centro editoriale cattolico Carroccio, 1993
- Grillo G., Ministero della Parola : commenti anno A, Vigodarzere: Carroccio, 1992
- Grillo G., Ministero della Parola: commenti anno C, Vigodarzere: Carroccio, 1991
- Grillo G., Elementi di sociologia generale, Civitavecchia: Istituto superiore di scienze religiose "Veritas in charitate", 1991
- Grillo G. (a cura di), Dalla Rerum Novarum alla Centesimus Annus, Vigodarzere: Centro editoriale cattolico Carroccio, 1991
- Grillo G., Cristo non si e fermato a Eboli, Soveria Mannelli: Calabria letteraria, 1990
- Grillo G., Chiesa e problema energetico, S. l.: Italiasud, 1989
- Grillo G., Commento all'enciclica Sollicitudo rei socialis, del sommo pontefice Giovanni Paolo II nel ventesimo anniversario della Populorum progressio, S. l.! : Italiasud, 1988
- Grillo G., Presbiterio, vita interiore e comunione sacerdotale, Rivoli: Elle Di Ci, 1986
- Grillo G., Quali speranze per la mia terra?, Catanzaro: Abramo, 1984
- Grillo G., Una Diocesi del Sud si confronta con Cristo «Cristo si e fermato ad Eboli?»: Pasqua 1981, Marigliano (NA): Istituto Anselmi, 1981
- Grillo G., Eccomi...: un'avventura meravigliosa, Roma: Edizioni Pro sanctitate, stampa 1977
- Grillo G., Fondamenti psicologici dell'educazione religiosa, Roma: AVE, 1968